# Hannibal Valdimarsson
Hannibal Valdimarsson (* 13. Januar 1903 auf dem Hof Fremri-Arnardalur, Eyrarhreppur, heute Gemeinde Ísafjarðarbær; † 1. September 1991 in Reykjavík) war ein isländischer Politiker.

## Leben
Hannibal wurde als Bauernsohn in den isländischen Westfjorden geboren. Er wurde Lehrer und wirkte zunächst am Kindergarten von Ísafjörður sowie an Grundschulen in Akranes und Súðavík. Von 1938 bis 1964 und 1975 war er Rektor der Mittelschule von Ísafjörður.
Hannibal Valdimarsson gehörte von 1933 bis 1949 dem Stadtrat von Ísafjörður an. Er gehörte von 1946 bis 1974 als Vertreter verschiedener Wahlkreise dem Althing an und war von 1952 bis 1954 Vorsitzender der Sozialdemokratischen Partei Islands. Sozial- und Gesundheitsminister war er von 1956 bis 1958 und Kommunikations- und Sozialminister von 1971 bis 1973. Nachdem er sich aus der Politik zurückgezogen hatte, lebte er ab 1974 lange Zeit auf seinem Bauernhof im Selárdalur in den Westfjorden, hatte aber mit seiner Frau Sólveig auch eine Wohnung in Reykjavík. Auch sein Bruder Finnbogi Rútur Valdimarsson (1906–1989) gehörte dem Althing an. Zu Hannibals sechs Kindern gehören Jón Baldvin Hannibalsson, der von 1987 bis 1988 isländischer Finanzminister und 1988–1995 Außenminister war, und der Philosoph und Historiker Arnór Hannibalsson (1934–2012).